# NGC 1719
NGC 1719 é uma galáxia espiral (Sa) localizada na direcção da constelação de Orion. Possui uma declinação de -00° 15' 38" e uma ascensão recta de 4 horas, 59 minutos e 34,5 segundos.
A galáxia NGC 1719 foi descoberta em 23 de Novembro de 1827 por John Herschel.